# Bleed the Fifth
Bleed the Fifth – debiutancki album amerykańskiego zespołu deathmetalowego Divine Heresy. Wydany został 28 sierpnia 2007 roku.

## Lista utworów
1. „Bleed the Fifth” – 3:06
2. „Failed Creation” – 3:37
3. „This Threat is Real” – 4:23
4. „Impossible is Nothing” – 3:55
5. „Savior Self” – 3:18
6. „Rise of The Scorned” – 4:54
7. „False Gospel” – 3:20
8. „Soul Decoded (Now and Forever)” – 4:01
9. „Royal Blood Heresy” – 4:42
10. „Closure” – 3:33
11. „Purity Defiled”[3]